# Santa Cruz (Chile)

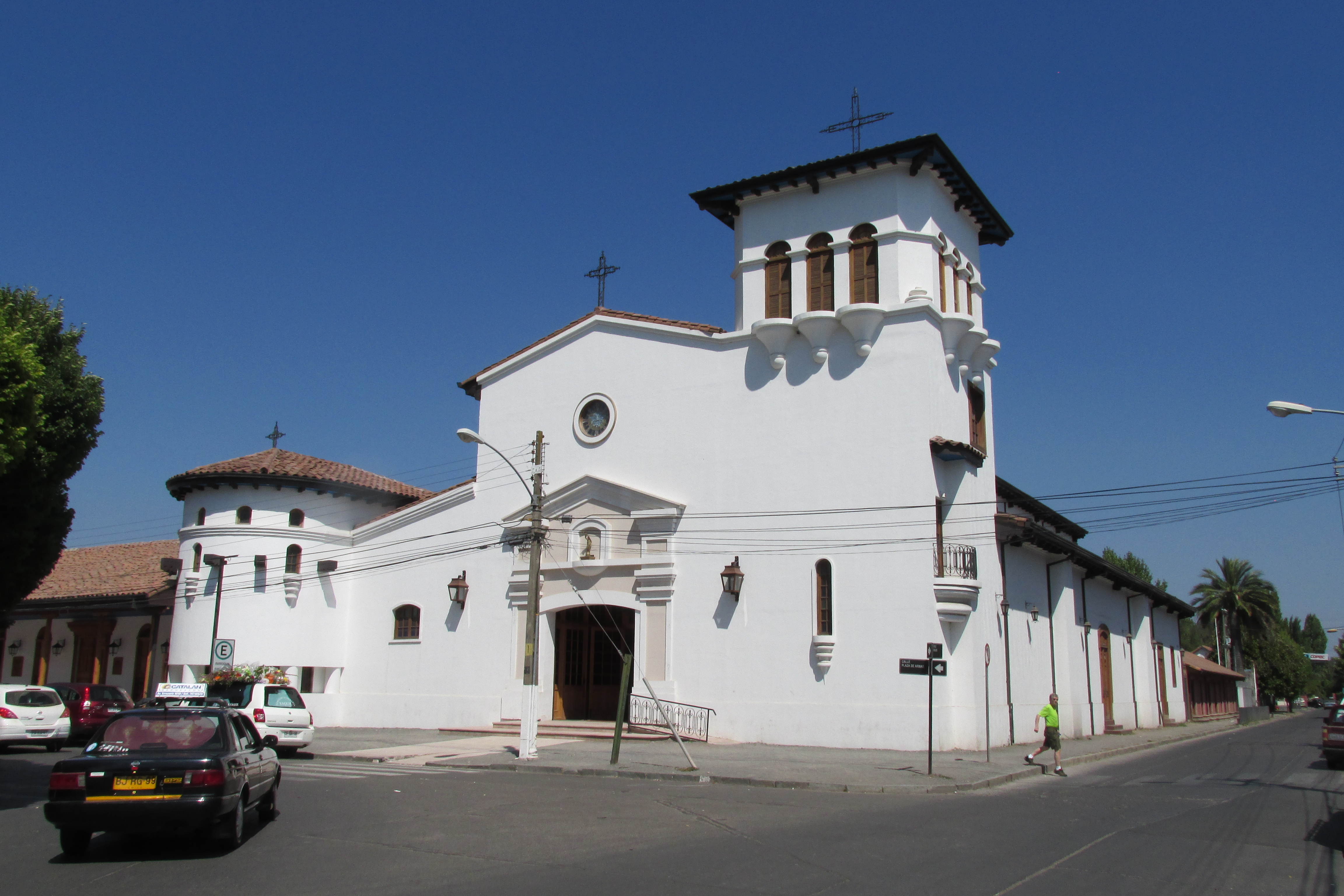
Iglesia La Santa Cruz de Colchagua

Santa Cruz es una ciudad y comuna de Chile de la provincia de Colchagua, en la región del Libertador General Bernardo O'Higgins. Hasta 1976 fue capital del departamento de Santa Cruz.
Desde 2018, bajo la nueva división electoral de Chile, integra junto con las comunas de Chimbarongo, Las Cabras, Peumo, Pichidegua, San Fernando, San Vicente, Placilla, Pichilemu, Chépica, Nancagua, Pumanque, Palmilla, Peralillo, Navidad, Lolol, Litueche, La Estrella, Marchigüe, Paredones, Peralillo, Pichilemu y Pumanque el distrito electoral n.º 16 y pertenece a la 8.ª circunscripción senatorial (Región del Libertador General Bernardo O'Higgins).

## Historia

### Época prehispánica
La región de Colchagua era habitada por picunches, habitantes de lengua mapudungun, probablemente de la cultura Vergel, que se dedicaban a la caza, agricultura, platería y alfarería. Particularmente las poblaciones indígenas de la zona al sur del Tinguririca eran conocidos por los incas como promaucaes (enemigo salvaje en idioma quechua), por no encontrarse sometidos al Tawantinsuyu.
Parece ser que en el lugar donde se emplaza la ciudad de Santa Cruz existía un poblado indígena, llamado "Unco" considerando que posteriormente, durante la Conquista, se consigna el lugar como "pueblo de indios con doctrina"; además Guamán Poma de Ayala en su crónica menciona que en el sitio había un pucará usado por los incas y luego por los picunches para enfrentarse a la conquista española.

### Conquista española y Colonia
Los antecedentes sobre la penetración española en Colchagua guardan relación con las encomiendas que Pedro de Valdivia repartió entre los primeros conquistadores. Las tierras de Colchagua, Peumo y Teno, donde vivían 1500 indígenas, fueron entregadas en 1544 como Encomienda (y no como título de tierras) a Inés Suárez, hasta entonces conviviente de Valdivia, en virtud de sus sobresalientes dotes en la defensa de Santiago tras el ataque e incendio de la ciudad en 1543.
En 1659 el hacendado Francisco Donoso Pajuelo y Torres aparece dejando como herencia en su testamento la hacienda de Santa Cruz de Unco. Posteriormente sus descendientes recibirían esta hacienda: su nieto Francisco Donoso y Riquel de la Barrera, y su bisnieto Nicolás Donoso de Ibarra.
A estas haciendas deben sumarse las de Chomedahue, La Patagua, Paniahue y Barriales, que conformaran el origen de la propiedad sobre la cual hoy se asienta la comuna.
En '1593 el gobernador Martín García Oñez de Loyola crea el partido de Colchagua, dependiente de Santiago, con límite Sur en el río Teno. El mismo gobernador avanza hacia el sur y decide fundar en 1598, donde hoy se ubica Laja, la ciudad de "Santa Cruz de Oñez", que más tarde será destruida por la sublevación indígena que comenzó con la muerte del propio gobernador. 
Años más tarde, el gobernador Martín de Mujica, tras el terremoto del 13 de mayo de 1647, decide proyectar la fundación de ciudades en el amplio territorio rural entre Colchagua Y Maule, para reunir la dispersa población agrícola existente. Dicho proyecto no se concretó debido, en parte, a la muerte pronta del gobernador, y por la prohibición del rey de España Felipe IV de fundar nuevas ciudades sin su autorización.
Por tanto, aunque no hay certeza cuando sucedió, se sabe que durante la Colonia, en el límite entre los caminos hacia la costa (equivalente a la hoy céntrica intersección de las calles Ramón Sanfurgo y Rafael Casanova), se erigió una cruz de madera, que servía de amparo, descanso y protección a los viajeros. Se asume que es el origen del nombre de Santa Cruz de Unco. Con los años, comienzan a aparecer casas habitacionales y negocios en estos caminos, proyectándose desde esta cruz.
El origen de la ciudad determinó 2 características, que la ciudad de Santa Cruz sea:
- 1.- de formación espontánea (y no fundada)
- 2.- de estructura tipo "calle" ( y no en damero de ajedrez).[7]

### SigloXIX
La Independencia enlaza a Colchagua particularmente con 2 nombres: el capitán de caballería Santiago Bueras, agente secreto durante la Reconquista española, y fiero combatiente durante la Patria Nueva, que reclutó combatientes en los campos de los hacendados,y que falleció en el combate de Maipú; y con Manuel Rodríguez Erdoíza, quien en el recorrido de las tierras y campos coordinando la contrapropaganda patriota, y en la guerra de zapa (o de guerrillas) que planificó San Martín desde Mendoza, recorrió los campos de Colchagua y habría utilizado la propia cruz de madera del pueblo, de referencia para esconder mensajes a otros patriotas de la zona.
El 30 de agosto de 1826, bajo el ensayo federal, se dio paso a la Instalación de la provincia de Colchagua, con capital en Curicó. Desde entonces se conoció el pueblo como Santa Cruz de Colchagua.
En el libro Ensayo sobre Chile (Essai sur le Chili), que escribiera el agente de colonización chileno y escritor Vicente Pérez Rosales para promover a Chile en Europa, en 1865, se nombra a Santa Cruz como una aldea dentro del departamento de Curicó, en la provincia de Colchagua.
El 26 de agosto de 1865, se creó la provincia de Curicó, quedando Santa Cruz aislada de otros pueblos cercanos, que permanecieron englobados en la jurisdicción de Colchagua. Desde ese año se conoció como Santa Cruz de Curicó.

### SigloXX
Bajo la Presidencia de Jorge Montt Álvarez, y en retribución del apoyo que el Partido Conservador dio a su campaña, y previamente al bando del Congreso en la Guerra Civil de 1891, se implementa la "Comuna autónoma", que permitía una nueva división político administrativa con 195 nuevos gobiernos locales que no dependían directamente del poder ejecutivo, como hasta entonces sucedía. Es en virtud de la ley N.º 2297, "Ley de Organización y atribuciones de las municipalidades", del 22 de diciembre de 1891, que el presidente Jorge Montt Álvarez firma el decreto presidencial "creación de Municipalidades" con la misma fecha 22 de diciembre de 1891, en el que se crea la Comuna de Santa Cruz. La comuna se creó con las ya existentes subdelegaciones rurales de Quinahue y Santa Cruz, y quedó dependiente del Departamento de Curicó.
Estos Municipios tenían como autoridades electas a 9 "municipales", que se dividían en 3 alcaldes, que trabajaban colegiados en una Junta Local, y de 6 regidores.
A pesar del intenso despliegue de influencias por devolver a la comuna a la provincia de Colchagua, incluso mediante la proclamación y elección como diputado por la zona en 1903 del hacendado y político Rafael Casanova Zenteno, por parte de los ciudadanos más connotados de Santa Cruz, dichos esfuerzos resultaron infructuosos.
Si dio frutos que el 30 de julio de 1904, por la ley n.º 1663, se creara el Departamento de Santa Cruz, teniendo al pueblo de Santa Cruz como cabecera, estableciéndose un juez de letras, y segregando su representación parlamentaria de Curicó al darle derecho a 1 diputado de los 3 del Departamento.
Tras la promulgación de la Constitución de 1925, que reorganizó la administración del territorio nacional en Provincias, Comunas y Territorios, Por el Decreto con Fuerza de Ley 8.582, del 30 de diciembre de 1927, se confirmó la existencia y se amplió el Departamento de Santa Cruz, desgajando del antiguo de San Fernando el territorio de la actual provincia Cardenal Caro, y que incluyó las comunas de Santa Cruz, Chépica, Pumanque, Palmilla, Rosario, Pichilemu, Marchigüe y Peralillo. 
Por el Decreto con Fuerza de Ley 8.583, de la misma fecha, la Comuna de Santa Cruz quedó formado por: Santa Cruz, Quinahue, Nerquihue, Lolol, Paniahue.
En las décadas siguientes, la comuna siguió influida por los representantes de la oligarquía terrateniente (en particular las familias Eguiguren y Errázuriz), con destacados representantes, como Ladislao Errázuriz Pereira, del Partido Liberal. Sin embargo, algunos profesionales, periodistas y profesores comenzaron a tener creciente importancia, como Ramón Arellano, Jorge Alliende Pereira y Carlos Peña y Lillo. El periódico El Cóndor reflejó estos cambios: creado por un liberal en 1917, a partir de 1940 pasó a ser radical. El Liceo de Santa Cruz fue creado por iniciativa de la comunidad, en 1963. Por entonces, la Fiesta de la Primavera adquirió gran notoriedad.
Con motivo de la nueva división político-administrativa que la Dictadura Militar instaló en el país, conocido como Regionalización, y a través del Decreto Ley N.º 2868, del 21 de septiembre de 1979, la Comuna de Santa Cruz confirma su existencia, corroborando a la ciudad de Santa Cruz por capital e incorporando en su territorio:
- a) Los sectores de El Guindo Y Cunaco (antes de la comuna de Nancagua)
- b) Una parte de Nerquihue, el sector del estero Callihue o Los Laureles (antes de la comuna de Lolol)
- c) el sector de Apalta; una franja del sector de El Huique, y una franja entre el estero Chimbarongo y el río Tinguiririca (antes de la comuna de Palmilla).

Por esta misma modificación la comuna pierde el estero La Candelaria, parte del sector de Panamá, que pasó a Chépica.

## Medio ambiente

### Geomorfología y componentes abióticos

Trazado simplificado de los ecosistemas y cuerpos de agua presentes en la comuna de Santa Cruz.

La comuna de Santa Cruz se encuentra emplazada en la unidad geomorfológica de Cordillera de la costa; y presenta según la clasificación climática de Köppen clima mediterráneo de lluvia invernal (Csb) y clima mediterráneo de lluvia invernal de altura (Csb (h)). Esta además se halla entre las cuencas hidrográficas de Costeras del río Rapel y Estero Nilahue y río Rapel. Además, la comuna posee diversos cuerpos de agua, entre los que se destacan el río Tinguiririca.

### Componentes bióticos
Dentro del territorio de la comuna se pueden hallar los siguientes ecosistemas:
- Bosque caducifolio mediterráneo costero donde predominan Nothofagus macrocarpa y Ribes punctatum (Vulnerable)
- Bosque esclerófilo mediterráneo andino donde predominan Quillaja saponaria y Lithrea caustica (Vulnerable)
- Bosque esclerófilo mediterráneo costero donde predominan Cryptocarya alba y Peumus boldus (Vulnerable)
- Bosque esclerófilo mediterráneo costero donde predominan Lithrea caustica y Azara integrifolia (En peligro crítico)
- Bosque esclerófilo mediterráneo interior donde predominan Lithrea caustica y Peumus boldus (En peligro)

### Medidas de protección ambiental y conflictos socioambientales
Hasta 2022, la comuna de Santa Cruz cuenta con las siguientes zonas que poseen algún nivel de protección ambiental:
- Altos de Lolol y Chépica (Sitios ERB)[21]
- Cordillera de la costa Valle Central (Sitios ERB)[22]
- Rinconada de Yaquil (Sitios ERB)[23]

## Demografía
La comuna de Santa Cruz abarca una superficie de 419,54 km² y una población de 41 511 habitantes (Estimación INE 2021), correspondientes a un 4,15 % de la población total de la región y una densidad de 96,14 hab/km². Del total de la población, 21 262 son mujeres (50,88 %) y 20 249 son hombres (49,12 %). Un 39,7 % (17 028 hab.) corresponde a población rural, y un 60,3 % (24 427 habs.) corresponde a población urbana.

## Administración

### Municipalidad
La Municipalidad de Santa Cruz para el periodo 2025-2028 es dirigida por el alcalde Yamil Andres Ethit Romero (IND - Renovación Nacional) y el concejo municipal conformado por los concejales:
- Luis Mella Carvajal (Unión Demócrata Independiente)
- Rosita Slack Rojas (Independiente)
- Luis Leonardo Piña Gómez (Renovación Nacional)
- Yasna Mancilla Huichaqueo (Independiente)
- Juan Sebastian Dutzan Muñoz (Independiente)
- Rossana Fátima González Vargas (Partido Demócrata Cristiano)

### Representación parlamentaria
Santa Cruz forma parte de la circunscripción senatorial VIII y del distrito electoral 16. Es representada en la Cámara de Diputados del Congreso Nacional por los siguientes diputados:
- Carla Andrea Morales Maldonado (Renovación Nacional)
- Eduardo Cornejo Lagos (Unión Demócrata Independiente)
- Cosme Mellado Pino (Partido Radical de Chile)
- Félix Bugueño Sotelo (Federación Regionalista Verde Social)

En el Senado, la representan:
- Javier Macaya Danús (Unión Demócrata Independiente)
- Juan Luis Castro González (Partido Socialista de Chile)
- Alejandra Sepúlveda Orbenes (Federación Regionalista Verde Social)

## Economía
En 2018, la cantidad de empresas registradas en Santa Cruz fue de 1.341. El Índice de Complejidad Económica (ECI) en el mismo año fue de 0,66, mientras que las actividades económicas con mayor índice de Ventaja Comparativa Revelada (RCA) fueron Cultivo de Maíz (107,1), Elaboración de Bebidas Alcohólicas (49,2) y Actividades de Casino de Juegos (37,66).

## Cultura
La ciudad de Santa Cruz se encuentra en el corazón del denominado Valle de Colchagua, un área reconocida por su producción vitivinícola y la preservación de las características culturales del campo chileno. Uno de los eventos más importantes es la Fiesta de la Vendimia Colchagua, celebrada en marzo, que atrae a miles de turistas para disfrutar de las tradiciones locales relacionadas con la cosecha de uvas y la producción de vino.
Además, Santa Cruz alberga el Museo de Colchagua, inaugurado en 1995 gracias al empresario Carlos Cardoen. Este museo exhibe una vasta colección de objetos históricos y arqueológicos que abarcan desde la época precolombina hasta la Colonia y la Independencia. Este espacio cultural es un referente para conocer la historia local y nacional.
El centro de la ciudad cuenta con galerías comerciales de arquitectura colonial, como la Galería El Cóndor, un lugar con un patio de comidas y tiendas, que permite a los turistas disfrutar de una tarde tranquila mientras experimentan el ambiente cultural de la zona.

## Lugares de interés
Santa Cruz destaca por su arquitectura colonial bien conservada, que data del siglo XIX. Entre los principales atractivos de la ciudad se encuentra la plaza de Armas, donde se ubican la parroquia de Santa Cruz y el Reloj Carillón, construido en 1970, que hoy es un centro interactivo de información turística.
Otro sitio de interés es el Casino Colchagua y el Hotel Santa Cruz Plaza, ambos construidos en un estilo similar al de las casas coloniales típicas de la zona, lo que contribuye a mantener la estética tradicional de la ciudad.
Santa Cruz también forma parte de la «Ruta del Vino», uno de los principales circuitos turísticos de la región. La comuna, junto con localidades como Chépica y Cunaco, conforman el Área Vitivinícola de Santa Cruz, donde los visitantes pueden explorar las diversas viñas y disfrutar de catas de vinos locales. Anteriormente existió ell Tren del Vino, que utilizaba un tren a vapor, recorría antiguamente el ramal entre San Fernando y Paniahue, formando parte de este atractivo enoturístico.
Las galerías comerciales del centro, con su arquitectura que evoca el pasado colonial, también son un punto de interés para quienes desean explorar la historia y el encanto de esta ciudad.

## Medios de comunicación
La ciudad cuenta con el periódico impreso El Cóndor, fundado en 1917, distribuido a nivel local. Funcionan, además, tres canales de televisión, uno de ellos abierto y otros por cable, Telecanal Santa Cruz, Canal de Noticias Colchagua y Campovisión. Además existen varias radioemisoras.

### Radioemisoras
FM
- 88.1 MHz - Radio Luna Santacruzana (Local)
- 89.7 MHz - Radio Éxodo (Local)
- 90.5 MHz - Radio Caramelo (Local)
- 91.3 MHz - Radio Armonía (Repetidora)
- 94.3 MHz - Radio Santa Cruz (Local)
- 98.1 MHz - Radio Manía (Repetidora)
- 100.9 MHz - Radio Bienvenida (Repetidora)
- 102.7 MHz - Radio En Línea (Local)
- 105.5 MHz - Radio Magiztral (fuera de servicio)
- 107.3 MHz
- 107.7 MHz - Radio Cien por ciento vida (Local)

AM
- 1580 kHz - Radio Colchagua

## Literatura complementaria
- Decretos Leyes Dictados por la Junta de Gobierno de Chile, N.º 1571 - 1800